# 里斯本大学
里斯本大学（葡萄牙語：Universidade de Lisboa；發音：[univɨɾsiˈdad(ɨ) dɨ liʒˈboɐ]），葡萄牙首都里斯本市的一所公立大学。里斯本大学成立于1911年，2013年與1930年成立的里斯本技術大學合併。歷史可追溯至13世紀。
「世界大學學術排名」（ARWU）連續多年位登全葡萄牙第一，是葡萄牙最大的高等教育研究機構。七百餘年的校史、出色的科研、極高的教育水準，培養出了一大批在文學、藝術、政治、科學領域的傑出人才，如葡萄牙後期象徵主義詩壇的代表人物費爾南多·佩索阿、聯合國秘書長安東尼奧·古特雷斯、葡萄牙總統馬塞洛·雷貝洛·德索薩等。諾貝爾生理學醫學獎獲得者安東尼奧·埃加斯·莫尼茲亦在該校醫學院任職教授。其經濟管理學院獲得了AACSB和AMBA認證，同時也是EFMD成員。
里斯本大學是南歐地區教學、研究、創新、文學和藝術的的重鎮，近幾年里斯本大學商學院與英國、美國、法國、西班牙等全球眾多頂尖學府啓動了尖端科技合作項目，並與美國麻省理工學院共建了全球創業領域研究中心。按各類世界大學排名，該大學常年位居葡萄牙第一位，世界第200位。